# 金禹丞
金禹丞（2004年6月23日—），中国九段围棋棋手。出生于辽宁省抚顺市。效力于围甲联赛龙元明城杭州队。
2024年11月在第29届三星车险杯世界围棋大师赛上连胜偰玹准九段、芝野虎丸九段和许嘉阳九段后进入四强，半决赛负于丁浩九段。